# Liste des albums des Tuniques bleues
Cet article dresse la liste des albums de la série de bande dessinée Les Tuniques Bleues,, créée par Raoul Cauvin et Louis Salvérius en 1968 pour Spirou, et publiée aux éditions Dupuis à partir de 1972.

## Les Tuniques Bleues
| no | Titre                                | Parution          | Scénario        | Dessins         | Couleurs |
| -- | ------------------------------------ | ----------------- | --------------- | --------------- | -------- |
| 1  | Un chariot dans l'Ouest              | 1972              | Raoul Cauvin    | Louis Salvérius |          |
| 2  | Du Nord au Sud                       | 1972              | Raoul Cauvin    | Louis Salvérius |          |
| 3  | Et pour quinze cents dollars en plus | 1973              | Raoul Cauvin    | Louis Salvérius |          |
| 4  | Outlaw                               | 1973              | Raoul Cauvin    | Louis Salvérius |          |
| 5  | Les Déserteurs                       | 1974              | Raoul Cauvin    | Willy Lambil    |          |
| 6  | La Prison de Robertsonville          | 1974              | Raoul Cauvin    | Willy Lambil    |          |
| 7  | Les Bleus de la marine               | 1975              | Raoul Cauvin    | Willy Lambil    |          |
| 8  | Les Cavaliers du ciel                | 1976              | Raoul Cauvin    | Willy Lambil    |          |
| 9  | La Grande Patrouille                 | 1976              | Raoul Cauvin    | Louis Salvérius |          |
| 10 | Des Bleus et des tuniques            | 1976              | Raoul Cauvin    | Louis Salvérius |          |
| 11 | Des Bleus en noir et blanc           | avril 1976        | Raoul Cauvin    | Willy Lambil    |          |
| 12 | Les Bleus tournent cosaques          | octobre 1977      | Raoul Cauvin    | Willy Lambil    |          |
| 13 | Les Bleus dans la gadoue             | avril 1978        | Raoul Cauvin    | Willy Lambil    |          |
| 14 | Le Blanc-bec                         | janvier 1979      | Raoul Cauvin    | Willy Lambil    |          |
| 15 | Rumberley                            | juillet 1979      | Raoul Cauvin    | Willy Lambil    |          |
| 16 | Bronco Benny                         | avril 1980        | Raoul Cauvin    | Willy Lambil    |          |
| 17 | El Padre                             | avril 1981        | Raoul Cauvin    | Willy Lambil    |          |
| 18 | Blue rétro                           | octobre 1982      | Raoul Cauvin    | Willy Lambil    |          |
| 19 | Le David                             | avril 1982        | Raoul Cauvin    | Willy Lambil    |          |
| 20 | Black Face                           | juillet 1983      | Raoul Cauvin    | Willy Lambil    |          |
| 21 | Les Cinq Salopards                   | 13 août 1984      | Raoul Cauvin    | Willy Lambil    |          |
| 22 | Des Bleus et des dentelles           | 28 février 1985   | Raoul Cauvin    | Willy Lambil    |          |
| 23 | Les Cousins d'en face                | 14 novembre 1985  | Raoul Cauvin    | Willy Lambil    |          |
| 24 | Baby blue                            | 29 janvier 1986   | Raoul Cauvin    | Willy Lambil    |          |
| 25 | Des Bleus et des bosses              | 8 octobre 1986    | Raoul Cauvin    | Willy Lambil    |          |
| 26 | L'Or du Québec                       | 26 février 1987   | Raoul Cauvin    | Willy Lambil    |          |
| 27 | Bull Run                             | 24 septembre 1987 | Raoul Cauvin    | Willy Lambil    |          |
| 28 | Les Bleus de la balle                | 1er juin 1988     | Raoul Cauvin    | Willy Lambil    | Leonardo |
| 29 | En avant l'amnésique                 | 29 mars 1989      | Raoul Cauvin    | Willy Lambil    | Leonardo |
| 30 | La Rose de Bantry                    | 1er décembre 1989 | Raoul Cauvin    | Willy Lambil    | Leonardo |
| 31 | Drummer boy                          | 17 octobre 1990   | Raoul Cauvin    | Willy Lambil    | Leonardo |
| 32 | Les Bleus en folie                   | 3 juillet 1991    | Raoul Cauvin    | Willy Lambil    | Leonardo |
| 33 | Grumbler et fils                     | 1er avril 1992    | Raoul Cauvin    | Willy Lambil    | Leonardo |
| 34 | Vertes années                        | 19 novembre 1992  | Raoul Cauvin    | Willy Lambil    | Leonardo |
| 35 | Captain Nepel                        | 8 septembre 1993  | Raoul Cauvin    | Willy Lambil    | Leonardo |
| 36 | Quantrill                            | 1er juin 1994     | Raoul Cauvin    | Willy Lambil    | Leonardo |
| 37 | Duel dans la Manche                  | 28 avril 1995     | Raoul Cauvin    | Willy Lambil    | Leonardo |
| 38 | Les Planqués                         | 6 mars 1996       | Raoul Cauvin    | Willy Lambil    | Leonardo |
| 39 | Puppet Blues                         | 5 février 1997    | Raoul Cauvin    | Willy Lambil    | Leonardo |
| 40 | Les Hommes de paille                 | 4 février 1998    | Raoul Cauvin    | Willy Lambil    | Leonardo |
| 41 | Les Bleus en cavale                  | 4 novembre 1998   | Raoul Cauvin    | Willy Lambil    | Leonardo |
| 42 | Qui veut la peau du général ?        | 2 juin 1999       | Raoul Cauvin    | Willy Lambil    | Leonardo |
| 43 | Des Bleus et du blues                | 26 avril 2000     | Raoul Cauvin    | Willy Lambil    | Leonardo |
| 44 | L'Oreille de Lincoln                 | 4 avril 2001      | Raoul Cauvin    | Willy Lambil    | Leonardo |
| 45 | Émeutes à New York                   | 2 mai 2002        | Raoul Cauvin    | Willy Lambil    | Leonardo |
| 46 | Requiem pour un Bleu                 | 1er avril 2003    | Raoul Cauvin    | Willy Lambil    | Leonardo |
| 47 | Les Nancy Hart                       | 7 avril 2004      | Raoul Cauvin    | Willy Lambil    | Leonardo |
| 48 | Arabesque                            | 5 janvier 2005    | Raoul Cauvin    | Willy Lambil    | Leonardo |
| 49 | Mariage à Fort Bow                   | 7 septembre 2005  | Raoul Cauvin    | Willy Lambil    | Leonardo |
| 50 | La Traque                            | 6 septembre 2006  | Raoul Cauvin    | Willy Lambil    | Leonardo |
| 51 | Stark sous toutes les coutures       | 22 août 2007      | Raoul Cauvin    | Willy Lambil    | Leonardo |
| 52 | Des Bleus dans le brouillard         | 20 août 2008      | Raoul Cauvin    | Willy Lambil    | Leonardo |
| 53 | Sang bleu chez les Bleus             | 30 octobre 2009   | Raoul Cauvin    | Willy Lambil    | Leonardo |
| 54 | Miss Walker                          | 1er octobre 2010  | Raoul Cauvin    | Willy Lambil    | Leonardo |
| 55 | Indien, mon frère                    | 7 octobre 2011    | Raoul Cauvin    | Willy Lambil    | Leonardo |
| 56 | Dent pour dent                       | 5 octobre 2012    | Raoul Cauvin    | Willy Lambil    | Leonardo |
| 57 | Colorado Story                       | 4 octobre 2013    | Raoul Cauvin    | Willy Lambil    | Leonardo |
| 58 | Les Bleus se mettent au vert         | 31 octobre 2014   | Raoul Cauvin    | Willy Lambil    | Leonardo |
| 59 | Les Quatre Évangélistes              | 30 octobre 2015   | Raoul Cauvin    | Willy Lambil    | Leonardo |
| 60 | Carte blanche pour un bleu           | 28 octobre 2016   | Raoul Cauvin    | Willy Lambil    | Leonardo |
| 61 | L'Étrange Soldat Franklin            | 10 novembre 2017  | Raoul Cauvin    | Willy Lambil    | Leonardo |
| 62 | Sallie                               | 9 novembre 2018   | Raoul Cauvin    | Willy Lambil    | Leonardo |
| 63 | La Bataille du cratère               | 25 octobre 2019   | Raoul Cauvin    | Willy Lambil    | Leonardo |
| 64 | Où est donc Arabesque ?              | 15 octobre 2021   | Raoul Cauvin    | Willy Lambil    | Leonardo |
| 65 | L'Envoyé spécial                     | 30 octobre 2020   | Béka et Munuera | Munuera         | Sedyas   |
| 66 | Irish Melody                         | 30 septembre 2022 | Kris            | Willy Lambil    | Leonardo |
| 67 | Du feu sur la glace                  | 20 octobre 2023   | Kris            | Willy Lambil    | Leonardo |
| 68 | De l'or pour les Bleus               | 18 octobre 2024   | Fred Neidhardt  | Willy Lambil    | Leonardo |

## Les Tuniques Bleues par...
À l'occasion de la sortie du 60e tome de la série, un album spécial rend hommage aux héros de Raoul Cauvin et Willy Lambil. Cet album regroupe 13 histoires courtes rédigées et illustrées par 19 artistes renommés de la bande dessinée franco-belge.
| no | Titre                                         | Parution        | Scénario | Dessins | Couleurs |
| -- | --------------------------------------------- | --------------- | --- | --- | --- |
| 1  | Des histoires courtes des Tuniques Bleues par | 28 octobre 2016 | Zidrou, Lapuss, Thierry Gloris, Renaud Collin, Olivier Schwartz, Olivier Dutto, Sti, Clarke, Aimée de Jongh, José Luis Munuera, Denis Lapière, Blutch, Joris Chamblain | Olivier Dutto, Denis Goulet, Pau, Olivier Schwartz, Éric Maltaite, Olivier Frasier, Renaud Collin, Clarke, Baba, José Luis Munuera, Aimée de Jongh, Blutch, Denis Bodart | Laurence Croix, Olivier Frasier, Isabelle Merlet, Tartuff, Pau, Sedyas, Hamo, Renaud Collin, Aimée de Jongh, BenBK, Denis Goulet, Cerise |

## Les Tuniques Bleues présentent
Cette collection permet de découvrir la série à travers une sélection de thèmes qui mettent en valeur l'important travail de documentation de Raoul Cauvin et Willy Lambil.
| no | Titre                     | Parution           | Scénario     | Dessins      | Couleurs |
| -- | ------------------------- | ------------------ | ------------ | ------------ | -------- |
| 1  | Les grandes batailles     | 27 février 2015    | Raoul Cauvin | Willy Lambil | Leonardo |
| 2  | Les chevaux dans l'armée  | 26 juin 2015       | Raoul Cauvin | Willy Lambil | Leonardo |
| 3  | Des personnages réels (1) | 4 septembre 2015   | Raoul Cauvin | Willy Lambil | Leonardo |
| 4  | Les Indiens               | 12 février 2016    | Raoul Cauvin | Willy Lambil | Leonardo |
| 5  | La photographie           | 3 juin 2016        | Raoul Cauvin | Willy Lambil | Leonardo |
| 6  | Les enfants dans l'armée  | 2 septembre 2016   | Raoul Cauvin | Willy Lambil | Leonardo |
| 7  | La guerre navale          | 10 février 2017    | Raoul Cauvin | Willy Lambil | Leonardo |
| 8  | Des personnages réels (2) | 2 juin 2017        | Raoul Cauvin | Willy Lambil | Leonardo |
| 9  | Les femmes dans l'armée   | 1er septembre 2017 | Raoul Cauvin | Willy Lambil | Leonardo |